# غينارو إسترادا
غينارو إسترادا هو دبلوماسي وصحفي ومؤرخ وشاعر وسياسي مكسيكي، ولد في 2 يونيو 1887 في مازاتلان في المكسيك، وتوفي في 29 سبتمبر 1937 في مدينة مكسيكو في المكسيك.

## مناصب
- انتخب سفير المكسيك لدى تركيا ‏.
- انتخب سفير المكسيك لدى البرتغال ‏.
- انتخب سفير المكسيك لدى إسبانيا ‏.
- انتخب وزير الخارجية [الإنجليزية]‏ (1930 – 1932).